# Wilson Gutiérrez
Wilson Jaime Gutiérrez Cardona (Bogotá, 5 de mayo de 1971) es un exjugador y entrenador colombiano de fútbol profesional. Entre el 3 de junio de 2019 y el 23 de julio de 2020, dirigió al Alianza de El Salvador donde celebró un título. Desde 2021 trabaja como entrenador en etapas formativas en el Strikers de Miami.

## Como jugador
Nacido en Bogotá, Wilson empezaría a jugar a fútbol desde pequeño. Entre los 12 y 13 años de edad, su padre lo llevó a que hiciera pruebas en las divisiones inferiores de Independiente Santa Fe, club del cual él y su familia son hinchas. Tras pasar las pruebas, Wilson entró a jugar en la quinta categoría y estaría bajo el mando del profesor Germán "Basílico" González, un exjugador de Santa Fe en la década de 1970. Gutiérrez siguió jugando en la cantera cardenal, y antes de subir al plantel profesional, se fue a préstamo para el club El Cóndor que era la filial de Santa Fe, y por ese entonces jugaba en la Primera B del fútbol profesional colombiano.

### Independiente Santa Fe
Tras un año cedido en El Cóndor, Wilson Jaime regresa a Santa Fe, y empieza a hacer parte del equipo profesional. En 1994 debutó con la camiseta cardenal, bajo la dirección técnica de Arturo Boyacá. Poco a poco, y con mucho sacrificio, Wilson se fue haciendo un hueco en la nómina titular del cuadro cardenal, haciendo dupla con el defensor Orlando Garcés con el que también coincidió en El Cóndor. Wilson sería titular con Santa Fe en la mayoría de los partidos que jugó desde 1994 hasta 1998, donde después de jugar 160 partidos y anotar 4 goles, llegando a la final de la Copa Conmebol de 1996, y siendo un jugador importante en la defensa, se fue del club cuando fichó por el Atlético Huila.

### Huila, Soacha, El Cóndor y La Equidad
Tras 4 buenos años en Santa Fe, Wilson llegó a la ciudad de Neiva, donde tuvo buenos partidos con el Atlético Huila. Después de jugar con el equipo opita, se fue a jugar al Unión Soacha, al club El Cóndor y a La Equidad Seguros equipo donde finalmente se retiraría del fútbol profesional en el año 2005. 

## Como técnico
Su carrera de entrenador la inició en el 2006 como asistente técnico de Pablo Centrone en el equipo Alianza FC , del fútbol profesional de El Salvador. Después trabajó en las divisiones menores de Santa Fe. Durante el 2010 fue técnico del equipo Juventud Girardot, de la Segunda División de Colombia. En el primer semestre de 2011, Arturo Boyacá lo llamó para ser su asistente en el primer equipo. Tras la salida de Boyacá del club "cardenal", fue asignado Director Técnico en propiedad del cuadro bogotano.

### Santa Fe
Sería el entrenador de Independiente Santa Fe desde el 19 de septiembre de 2011 hasta el 12 de mayo de 2014, dirigiendo en 182 oportunidades.
En 2012, el técnico bogotano recibió varias críticas por parte de algunos periodistas, luego de haber empatado una serie de partidos que llevaron al equipo 'cardenal' al puesto 12. Se le recriminó su juventud y su falta de experiencia al dirigir un equipo como  Santa Fe.
Sin embargo y tras perder en la segunda fecha frente al Tolima en la ciudad de Ibagué, el bogotano mantuvo un invicto de trece fechas, algo histórico en la historia del club bogotano. Santa Fe terminó en el segundo puesto de la fase todos contra todos en la Liga local con 29 puntos, quedando como cabeza del grupo B para los cuadrangulares finales. Ya en los cuadrangulares finales obtuvo un excelente rendimiento, con el que avanzó a la final del fútbol profesional colombiano y posteriormente tras ganarle a Pasto fue campeón con Santa Fe después de 37 años de sequía de títulos de liga. Así, Wilson Gutiérrez entró en la historia como uno de los mejores técnicos de Independiente Santa Fe. En el segundo semestre, Independiente Santa Fe fue eliminado por Atlético Nacional en Copa Colombia. En el torneo finalización de 2012, Independiente Santa Fe resultó eliminado en la fase de Todos contra Todos.
En 2013 logra que el equipo bogotano haga algo histórico llegando a la semifinal de la Copa Bridgestone Libertadores 2013 donde cayó en un global de (2-1) contra el Olimpia de Paraguay dando unas excelentes actuaciones, además llegó a la final del torneo de Apertura en donde cayó  de forma sorpresiva por 0 - 2 cuando algunos medios lo daban como campeón. Con las actuaciones que tuvo Santa Fe en la Libertadores algunos medios brasileños los apodaron como el 'Guardiola sudamericano'
En el año 2014 afronta serias críticas a la forma de juego del equipo ya que fue el club mejor reforzado del semestre con más de 14 jugadores, el equipo se mantiene durante todo el torneo dentro de los 4 primeros lugares, clasificando con anticipación a los play of, llega a la semifinal en donde es eliminado por Atlético Nacional. El 13 de mayo presenta la renuncia como DT de Santa Fe Corporación Deportiva, el conjunto de eliminaciones consecutivas a manos de Atlético Nacional condicionó su carrera como director técnico.

### Deportivo Pasto
El día 29 de mayo de 2014 es llamado por parte del comité ejecutivo de la Asociación Deportivo Pasto para ser el director Técnico de esta institución, donde dirigió sólo un campeonato, llegó a un acuerdo con la dirigencia del club para terminar su contrato el día 16 de noviembre de 2014. En total dirigió en 28 oportunidades.

### Oriente Petrolero
El 25 de junio de 2016 es presentado como nuevo técnico de Oriente Petrolero de Bolivia, dirigió el torneo Apertura 2016 alcanzando la tercera posición detrás de Club The Strongest y Club Bolívar. Para el año del 2017, Gutiérrez continuó bajo la dirección técnica del Oriente incoorporando dos jugadores colombianos a las filas del club, Johnny Mostasilla y Juan Sebastián Villota. Sin embargo, después de solo tres partidos jugados de la temporada 2016-17 Gutiérrez renucia por diferencias con la directiva del equipo refinero el 13 de febrero de 2017.

### Carabobo
En diciembre de 2017 toma las riendas del Carabobo Fútbol Club para afrontar la temporada 2018 y entre ella la Conmebol Libertadores del equipo granate, para el segundo semestre después de 5 fechas del torneo clausura presenta su renuncia el día 7 de septiembre de 2018 debido a la situación difícil que afrontaba el país.

### Alianza FC
En junio de 2019 se incorpora al Alianza FC de El Salvador, en donde se consagra campeón del Torneo Apertura 2019. Para el 2020 y debido a la pandemia del COVID-19 tuvo que renunciar al club debido a que no consiguió ningún vuelo que lo llevará de Colombia a El Salvador.

## Clubes

### Jugador
| Club           | País     | Año         |
| -------------- | -------- | ----------- |
| CD Cóndor      | Colombia | 1993        |
| Santa Fe       | Colombia | 1994 - 1998 |
| Atlético Huila | Colombia | 1999        |
| CD Cóndor      | Colombia | 2000        |
| Unión Soacha   | Colombia | 2001        |
| La Equidad     | Colombia | 2002 - 2005 |

### Asistente
| Club    | País        | Año         | Asistente De   |
| ------- | ----------- | ----------- | -------------- |
| Alianza | El Salvador | 2006 - 2008 | Pablo Centrone |
| Águila  | El Salvador | 2009        | Pablo Centrone |

### Formador
| Club              | País           | Año           |
| ----------------- | -------------- | ------------- |
| Strikers de Miami | Estados Unidos | 2021-presente |

### Entrenador
| Club              | País        | Año         | PJ  |
| ----------------- | ----------- | ----------- | --- |
| Juventud Girardot | Colombia    | 2010        | 22  |
| Santa Fe          | Colombia    | 2011 - 2014 | 182 |
| Deportivo Pasto   | Colombia    | 2014        | 28  |
| Oriente Petrolero | Bolivia     | 2016 - 2017 | 25  |
| Carabobo          | Venezuela   | 2018        | 37  |
| Alianza           | El Salvador | 2019 - 2020 | 31  |
| Alianza Petrolera | Colombia    | 2020 - 2021 | 11  |

## Estadísticas como entrenador
| Equipo                                | Torneo                | Estadísticas | Estadísticas | Estadísticas | Estadísticas | Estadísticas |
| Equipo                                | Torneo                | PJ           | PG           | PE           | PP           | Efe %        |
| ------------------------------------- | --------------------- | ------------ | ------------ | ------------ | ------------ | ------------ |
| Juventud Girardot · Colombia          |                       |              |              |              |              |              |
| Primera B 2010                        | 18                    | 4            | 3            | 11           |              |              |
| Copa Colombia 2010                    | 3                     | 0            | 2            | 1            |              |              |
| Total                                 | 22                    | 4            | 5            | 12           |              |              |
| Independiente Santa Fe · Colombia     |                       |              |              |              |              |              |
| Primera A 2011                        | 14                    | 6            | 2            | 6            | 47.62%       |              |
| Copa Sudamericana 2011                | 6                     | 1            | 4            | 1            | 38.89%       |              |
| Primera A 2012                        | 44                    | 18           | 16           | 10           | 53.03%       |              |
| Copa Colombia 2012                    | 12                    | 5            | 2            | 5            | 47.22%       |              |
| Primera A 2013                        | 50                    | 21           | 16           | 13           | 52.67%       |              |
| Superliga de Colombia 2013            | 2                     | 2            | 0            | 0            | 100%         |              |
| Copa Colombia 2013                    | 12                    | 3            | 8            | 1            | 47.22%       |              |
| Copa Libertadores 2013                | 12                    | 8            | 2            | 2            | 72.22%       |              |
| Primera A 2014                        | 22                    | 11           | 6            | 5            | 59.09%       |              |
| Copa Libertadores 2014                | 8                     | 2            | 2            | 4            | 33.33%       |              |
| Total                                 | 182                   | 77           | 58           | 47           | 52.93%       |              |
| Deportivo Pasto · Colombia            |                       |              |              |              |              |              |
| Primera A 2014                        | 18                    | 3            | 9            | 6            | 33.33%       |              |
| Copa Colombia 2014                    | 10                    | 4            | 2            | 4            | 46.66%       |              |
| Total                                 | 28                    | 7            | 11           | 10           | 38.1%        |              |
| Oriente Petrolero · Bolivia           |                       |              |              |              |              |              |
| Primera División 2016-17              | 25                    | 11           | 9            | 5            | 56%          |              |
| Total                                 | 25                    | 11           | 9            | 5            | 56%          |              |
| Carabobo · Venezuela                  |                       |              |              |              |              |              |
| Apertura 2018                         | 21                    | 11           | 8            | 2            | 65.08        |              |
| Clausura 2018                         | 8                     | 1            | 2            | 5            | 20.83%       |              |
| Copa Venezuela 2018                   | 6                     | 1            | 4            | 1            | 38.89%       |              |
| Copa Libertadores 2018                | 2                     | 1            | 0            | 1            | 50%          |              |
| Total                                 | 37                    | 14           | 14           | 9            | 50.45%       |              |
| Alianza · El Salvador                 |                       |              |              |              |              |              |
| Apertura 2019                         | 22                    | 14           | 6            | 2            | 72.73        |              |
| Liga Concacaf 2019                    | 6                     | 4            | 1            | 2            | 72.22%       |              |
| Clausura 2020                         | 11                    | 4            | 4            | 2            | 48.48%       |              |
| Liga de Campeones de la Concacaf 2020 | 2                     | 1            | 0            | 1            | 50%          |              |
| Total                                 | 31                    | 23           | 11           | 7            | 84.95%       |              |
| Alianza Petrolera · Colombia          |                       |              |              |              |              |              |
| Pre-Copa Sudamericana 2020            | 2                     | 0            | 1            | 1            |              |              |
| Apertura 2021                         | 8                     | 0            | 3            | 5            |              |              |
| Copa Colombia 2021                    | 1                     | 0            | 1            | 0            |              |              |
| Total                                 | 11                    | 0            | 5            | 6            |              |              |
| Total como entrenador                 | Total como entrenador | 345          | 136          | 113          | 96           | 54.9%        |

## Palmarés

### Como entrenador
| Título                | Club     | País        | Año  |
| --------------------- | -------- | ----------- | ---- |
| Torneo Apertura       | Santa Fe | Colombia    | 2012 |
| Superliga de Colombia | Santa Fe | Colombia    | 2013 |
| Torneo Apertura       | Alianza  | El Salvador | 2019 |